# Women's Equality Party
De Women's Equality Party (WEP) is een feministische politieke partij in het Verenigd Koninkrijk. De partij is opgericht door Catherine Mayer en Sandi Toksvig tijdens het Women of the World Festival 2015, waar Mayer en Toksvig concludeerden dat er een behoefte was aan een partij die streeft naar gendergelijkheid.

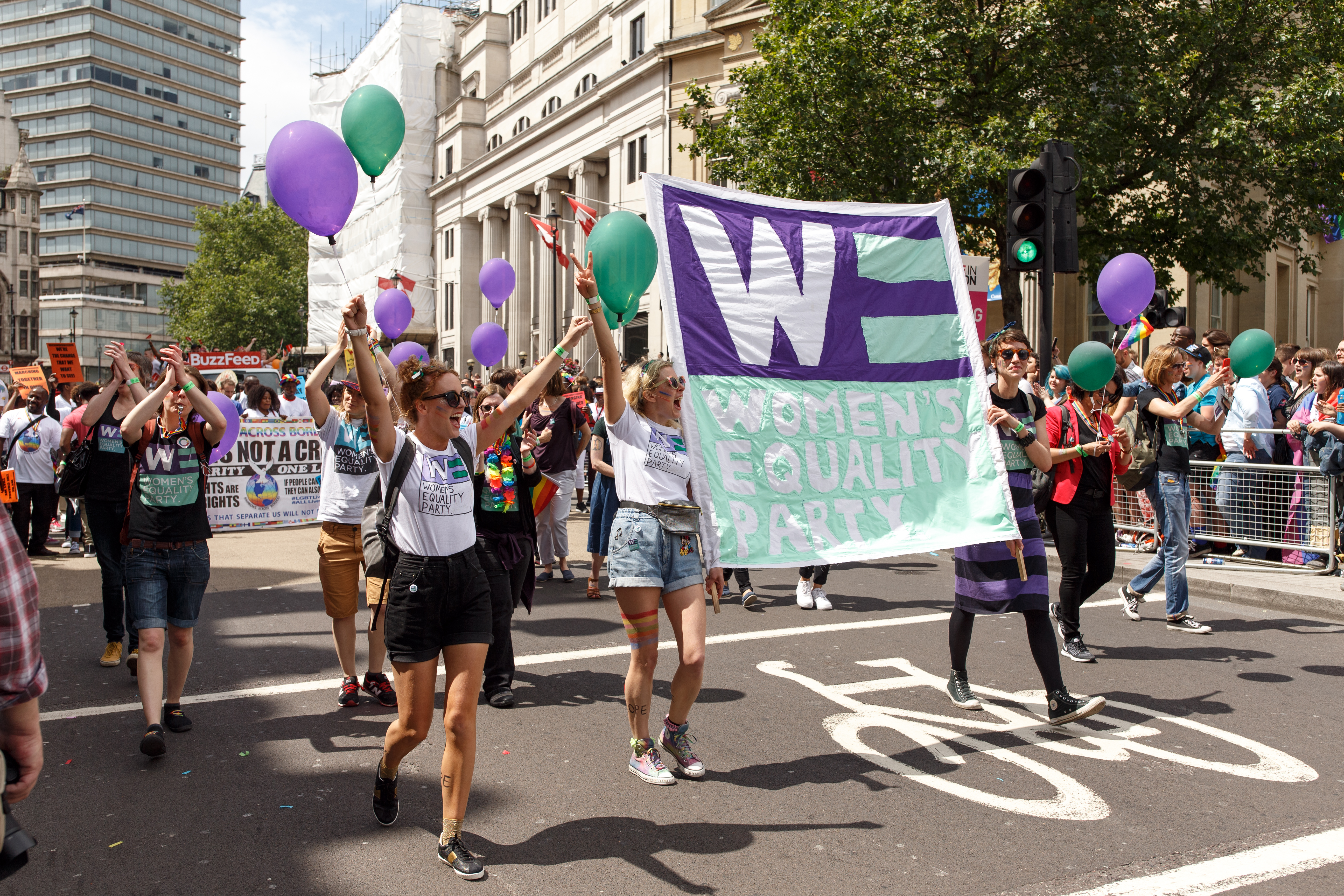
Leden van de WEP bij de Londen Pride 2016